# جزیره گنج (فیلم ۱۹۸۸)
«جزیره گنج» (روسی: Остров сокровищ) یک فیلم است که در سال ۱۹۸۸ منتشر شد.